# Manto (Honduras)
Manto es un municipio del departamento de Olancho en la República de Honduras.

## Historia
En 1500, fue fundada la localidad de Manto es un pueblo colonial .

## Límites
Está situado al noroeste de la cabecera, Juticalpa, y es una ex-cabecera departamental, sobre el margen izquierdo del Río Manto y al pie del Cerro de la Cruz.
| Orientación | Límite                                        |
| ----------- | --------------------------------------------- |
| Norte       | Municipio de Jano, Olancho                    |
| Norte       | Municipio de Guata, Olancho                   |
| Norte       | Municipio de Gualaco, Olancho                 |
| Sur         | Municipio de Silca, Olancho                   |
| Sur         | Municipio de Juticalpa, Olancho               |
| Este        | Municipio de San Francisco de la Paz, Olancho |
| Este        | Municipio de Guarizama, Olancho               |
| Oeste       | Municipio de Salamá, Olancho                  |
| Oeste       | Municipio de Silca, Olancho                   |

## Población
Actualmente tiene una población de 10.210 habitantes.
Es un Municipio que ha prosperado mucho en los últimos años. En la actualidad cuenta con servicios básicos como: Escuela de Educación Primaria, Colegio de segunda Enseñanza, luz eléctrica, agua potable, servicio telefónico y servicio de Internet.

## Turismo

### Feria Patronal
Es muy conocido por su Feria Patronal en honor al santo patrón "El Señor de la Agonía". En la cual se destaca la participación de señoritas, que se disputan la corona para llegar a ser elegida como la reina patronal.
| Fecha            | Día de                | Se celebra en            |
| ---------------- | --------------------- | ------------------------ |
| 1 de enero       | el Señor de la Agonía | Manto                    |
| 3 de mayo        | la Santa Cruz         | Aldea Uluapa, Manto      |
| 29 de junio      | San Pedro Apóstol     | Caserío El Ocotal, Manto |
| 29 de septiembre | San Miguel            | Caserío El Tablón, Manto |

## División Política
Aldeas: 9 (2013)
Caseríos: 99 (2013)
| Código | Aldea          |
| ------ | -------------- |
| 151501 | Manto          |
| 151502 | Amacuapa       |
| 151503 | Boca del Monte |
| 151504 | El Bebedero    |
| 151505 | El Cerro       |
| 151506 | Jimasque       |
| 151507 | Sabana Larga   |
| 151508 | San Antonio    |
| 151509 | Uluapa         |
| 151510 | Ojo de Agua    |